# Autisterna
Autisterna (»Autisti«) roman je Stiga Larssona objavljen 1979. godine. Smatra se prvim postmodernističkim švedskim djelom.
Njegovo objavljanje označilo je prijelaz iz književnosti realizma 1970-ih godina u književnost postmoderne 1980-ih godina u Švedskoj, kao i novi književni pravac koji je bio reakcija na popularnu književnost društvene svijesti. Roman je obrađen u stručnome djelu Tusen svenska klassiker (»Tisuću švedskih klasika«, 2009.).

## Vanjske poveznice
- Cjeloviti tekst na švedskome, Litteraturbanken